# Édouard Rosset-Granger
Pour les articles homonymes, voir Rosset et Granger.
Édouard Rosset-Granger né le 9 juillet 1853 à Vincennes et mort le 26 juillet 1934 à Paris, est un peintre et illustrateur français.

## Biographie
Fils naturel d’Édouard Dubufe (1819-1883), Paul Édouard Rosset-Granger est élève d'Alexandre Cabanel, d'Édouard Dubufe et d'Alexis-Joseph Mazerolle à l'École nationale supérieure des beaux-arts de Paris. Il est portraitiste, paysagiste, pastelliste, peintre de genre et illustrateur pour la presse et l'édition.
Il expose des sujets mythologiques et des tableaux de genre au Salon des artistes français à partir de 1878, puis au Salon de la Société nationale des beaux-arts. Il obtient des médailles en 1889 et 1900. En 1894, 1897 et 1901, il expose à la Société des amis des arts de Bordeaux.
Rosset-Granger est nommé chevalier de la Légion d'honneur le 4 février 1898.
Il participe de 1906 à 1909 à la décoration de l'hôtel de ville de Saint-Mandé avec Guillaume Dubufe (1853-1909), son demi-frère, qui fut son condisciple aux Beaux-Arts de Paris.
En 1900, il participe à la décoration de la salle dorée du restaurant Le Train bleu de la gare de Lyon à Paris avec un panneau décoratif représentant Le Lac du Bourget.
À la fin du XIXe siècle, Rosset-Granger travaille dans le quartier des Ternes dans un atelier situé 5, rue Émile-Allez,, remplacé depuis par un immeuble. En avril 1902, il emménage dans son nouvel atelier situé dans la plaine de Monceaux au 45, avenue de Villiers, qu'il occupe encore en 1906. Il a comme voisin immédiat Guillaume Dubufe, dont l'hôtel particulier est situé au no 43 de la même avenue.
Édouard Rosset-Granger meurt le 26 juillet 1934 à son domicile parisien au 17, avenue Gourgaud. La messe des funérailles est célébrée quatre jours plus tard à l'église Saint-François-de-Sales de Paris. Il est inhumé à Paris au cimetière des Batignolles, 11e division.

## Œuvres

### Œuvres dans les collections publiques
- Aix-en-Provence, musée Granet : La Cueillette des figues, Capri, 1887, huile sur toile[9].
- Carcassonne, musée des Beaux-Arts : Orphée, 1884, huile sur toile.
- Castéra-Verduzan, hôtel de ville : Jeune archer, 1928, huile sur toile, 59 × 35 cm, œuvre disparue.
- Dijon, musée des Beaux-Arts : Nu de femme, 1885, huile sur toile, 117 × 160 cm.
- Lille, hôtel de ville : Portrait de Jules Dutilleul, (1837-1883), maire de Lille de 1877 à 1881, huile sur toile, 110 × 92 cm.
- Marseille, musée des Beaux-Arts : Cache-cache, 1890, huile sur toile, 140 × 180 cm[10].
- Maubeuge, musée Henri-Boez : Théâtre dramatique, huile sur toile.
- Montauban, musée Ingres : Charmeuse, 1883, huile sur toile, 185 × 114 cm[11].
- Paris, gare de Lyon, restaurant Le Train bleu, salle dorée : Le Lac du Bourget, 1900, huile sur toile marouflée.
- Saint-Mandé, hôtel de ville : quatre panneaux décoratifs (1906-1909), dont Le Soir de la vie ; Les Noces d'Or, 1907, dans l'escalier d'honneur et L'Été dans la salle des fêtes[12].

Œuvres d'Édouard Rosset-Granger
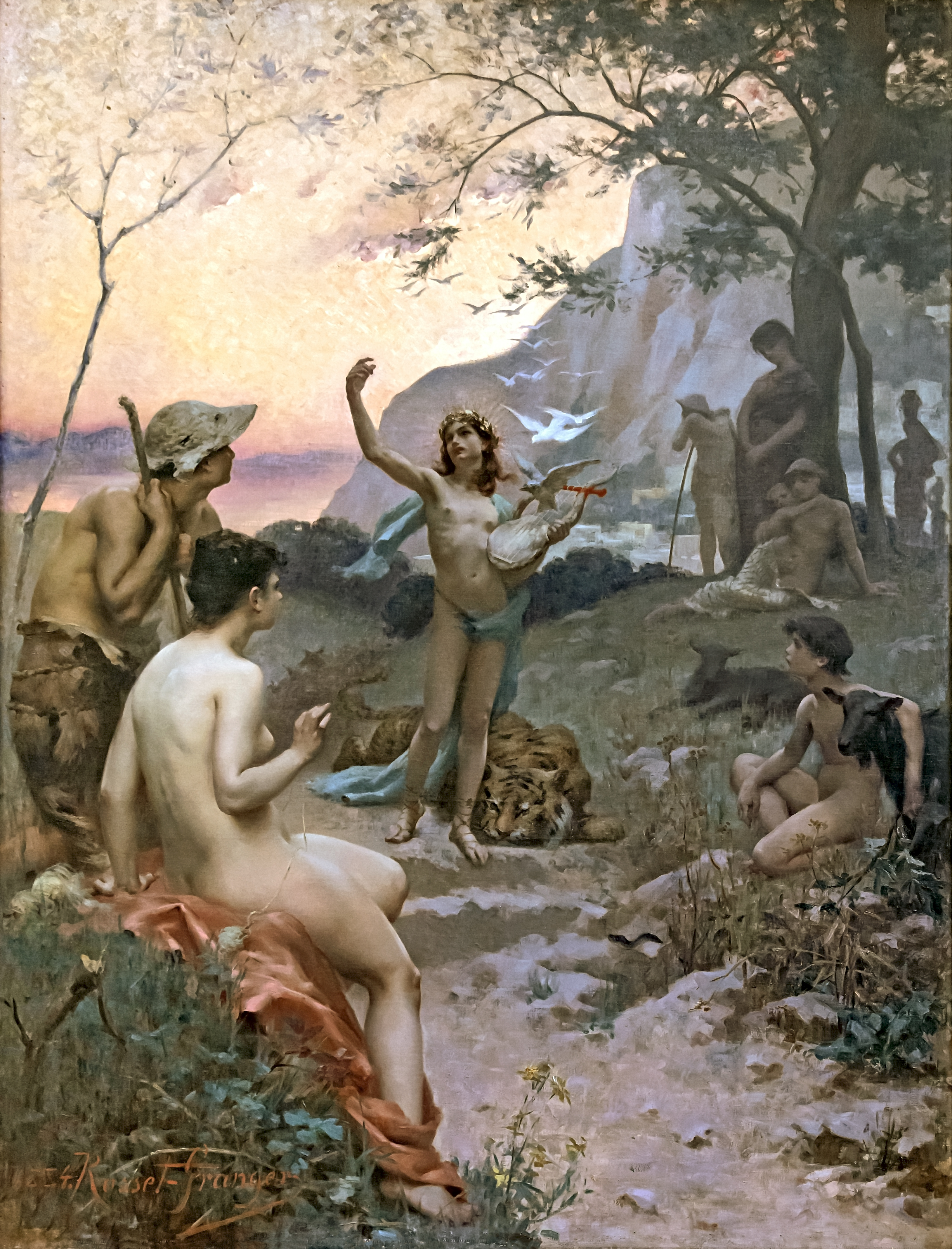
Orphée (1884), musée des Beaux-Arts de Carcassonne.
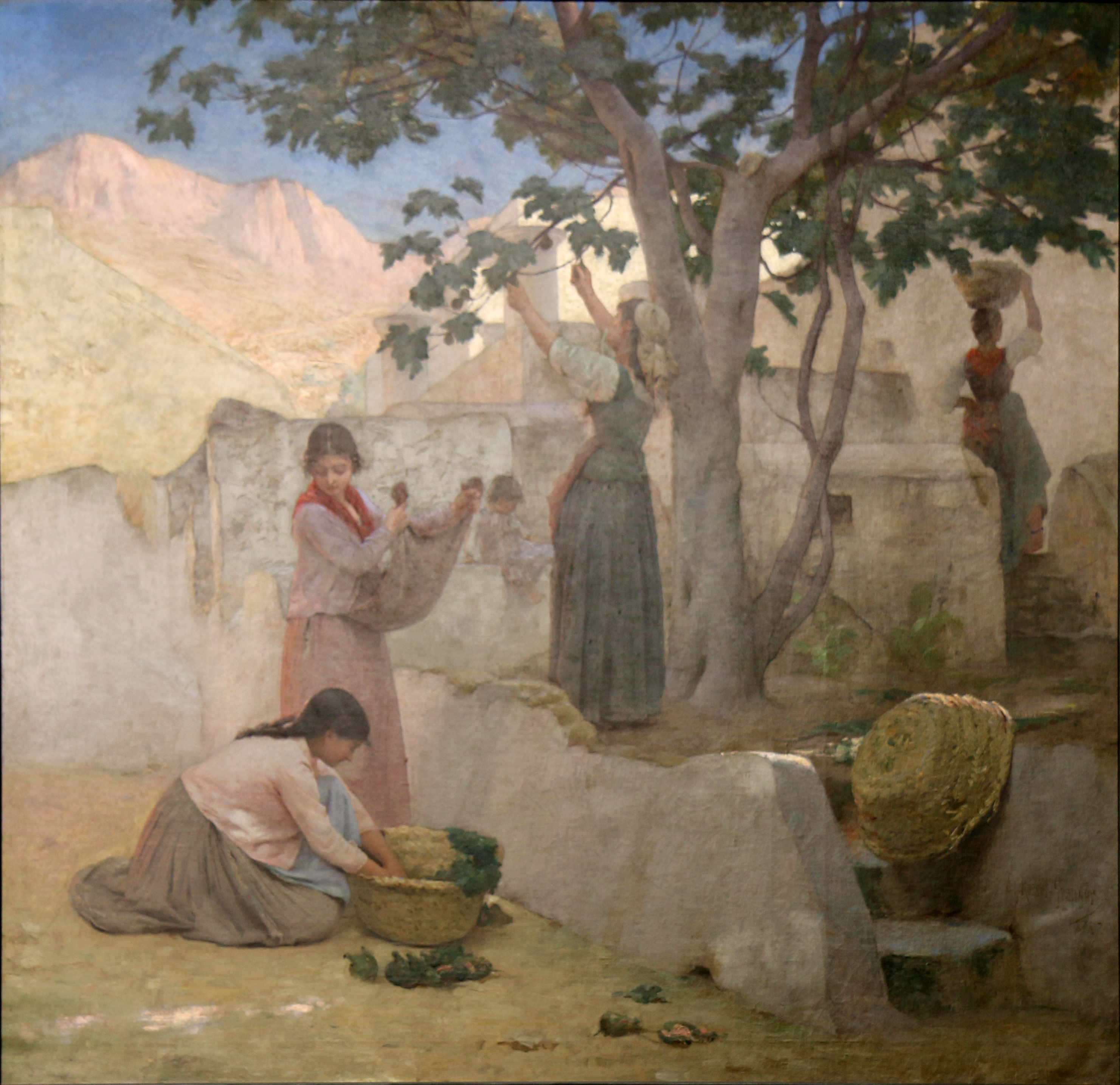
La Cueillette des figues à Capri (1887), Aix-en-Provence, musée Granet.
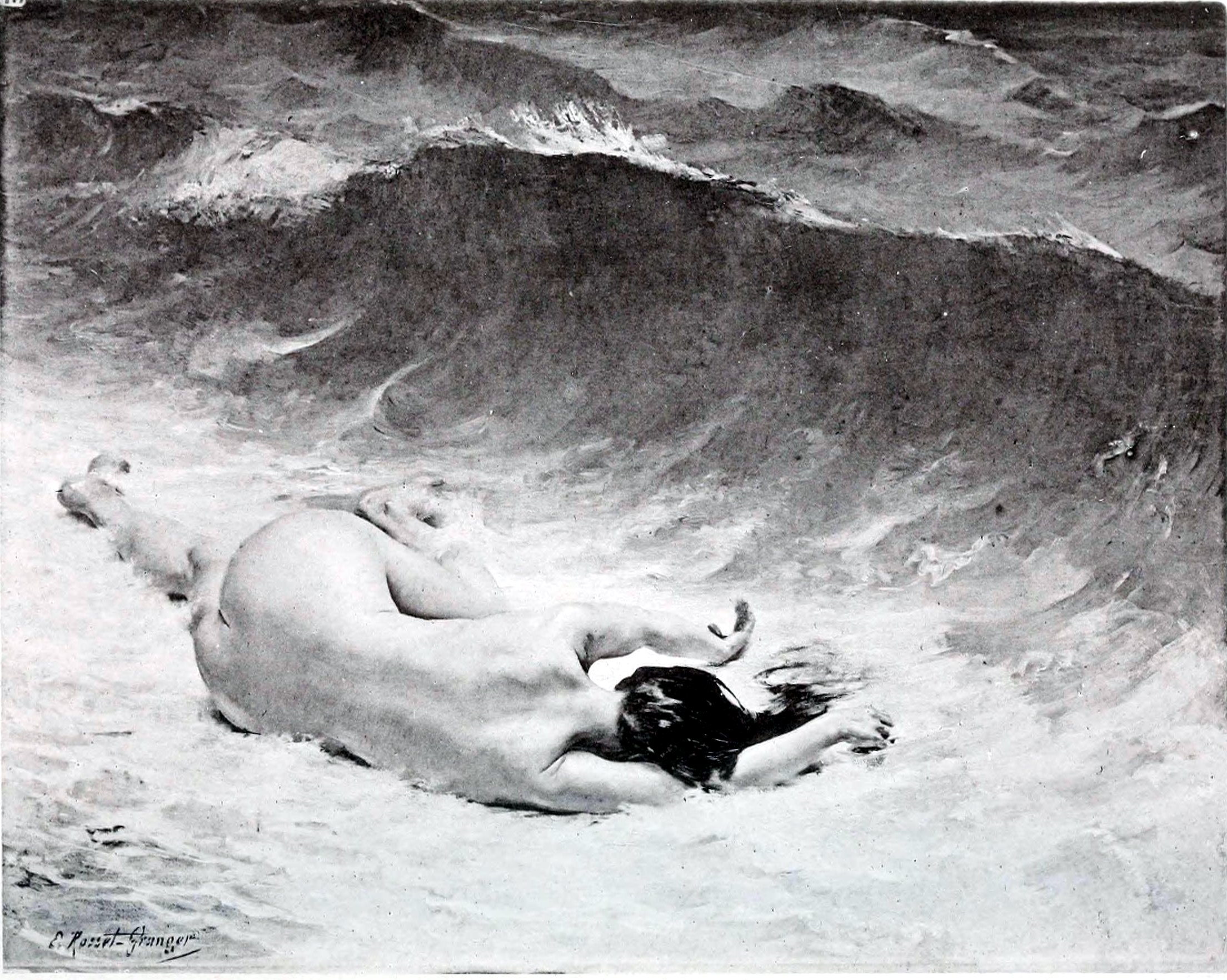
Épave (1892)[12], localisation inconnue.
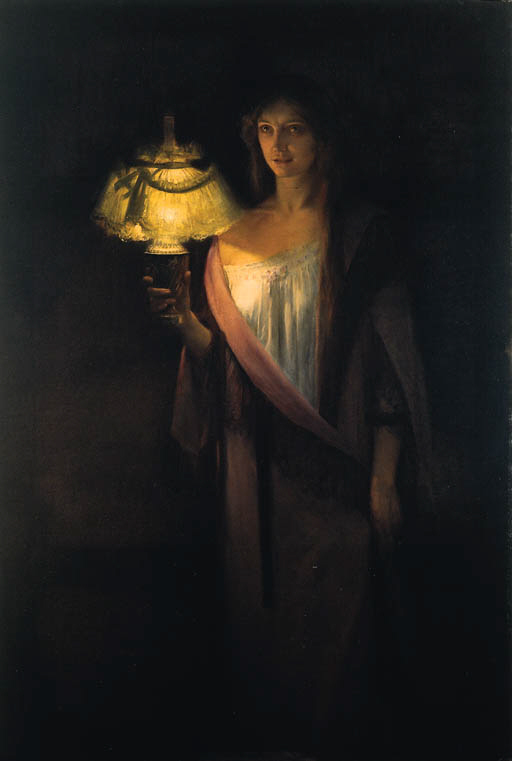
La Somnambule (1897), localisation inconnue.
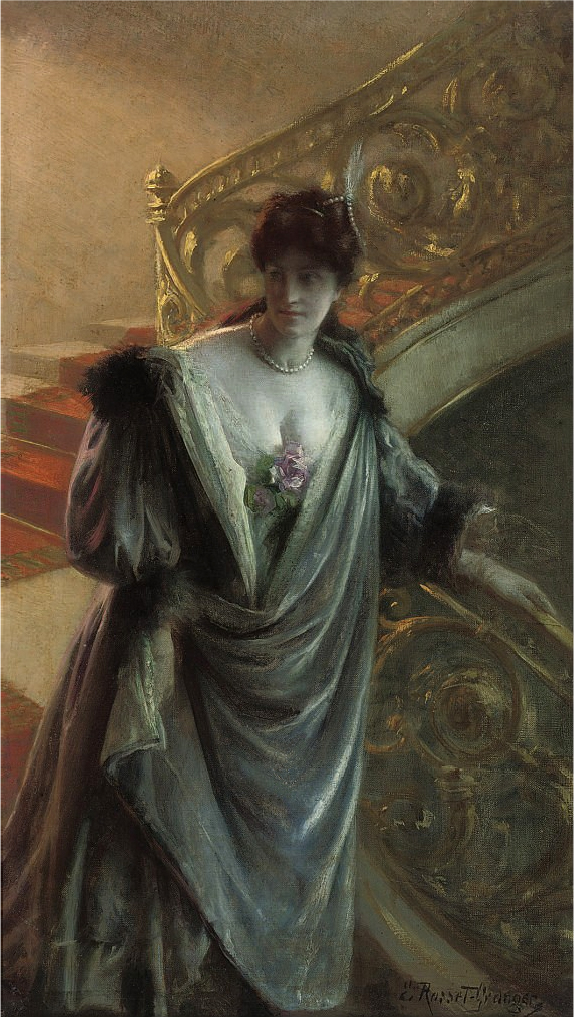
Sur le chemin du bal (vers 1900), localisation inconnue.
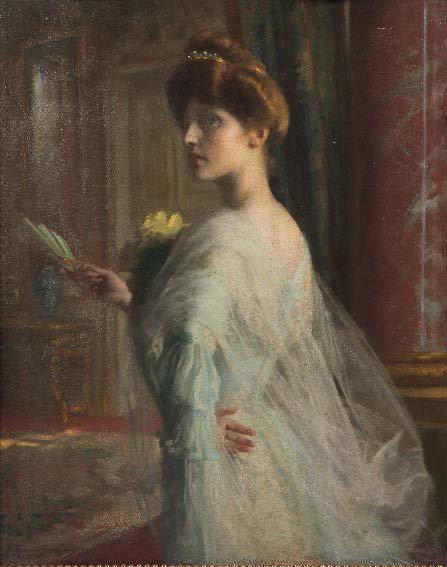
Élégante à l'éventail (vers 1910), localisation inconnue.

### Œuvres exposées au Salon
- Salon des artistes français : 
  - 1881 : Éros, huile sur toile[13] ;
  - 1886 : Les Hiérodules, huile sur toile ;
  - 1887 : La Cueillette des figues à Capri, huile sur toile ;
- Salon de la Société nationale des beaux-arts :
  - 1890 : Cache-cache, huile sur toile ;
  - 1895 : L'Espérance, huile sur toile[14] ;
  - 1896 : Le Berceau, huile sur toile ; La Souvenance, huile sur toile ; Portrait de Mme R. D., huile sur toile ; Lassitude, huile sur toile ; Tête de jeune paysanne, huile sur toile ; un portrait sur panneau ;
  - 1906 : Portrait de Mt G.S., huile sur toile ; À l'Aube, huile sur toile ;
  - 1908 : Portrait du peintre Alfred Pierre Agache, huile sur toile ;
  - 1909 : Le Soir de la vie ; Les Noces d'or, huile sur toile ;
  - 1910 : L'Arrivée au château, huile sur toile ;
  - 1911 : Portrait de Mme M. P…, huile sur toile ;
  - 1912 : Portrait, étude, huile sur toile ;
  - 1914 : Isabeau, huile sur toile.

### Illustrations
- Illustrations publiées dans la revue Les Lettres et les Arts des 1er juin 1886 et 1er octobre 1886.
- Gil Blas, 28 octobre 1894 : Étude, 28 × 39 cm.
- Illustrations pour Le Docteur Modeste, d'Henri Laujol (pseudonyme d'Henry Roujon).

### Estampes d'après Rosset-Granger
- Jetsam, 1893, gravure de Paul Victor Avril d'après un dessin de Rosset-Granger.
- Jeune fille à la chasse aux papillons (Girl Chasing Butterfly), 1893, gravure d'après le tableau de Rosset-Granger, 14 × 19 cm.
- Les Hiérodules, gravure d'après le tableau de Rosset-Granger dans un ouvrage imprimé[Lequel ?], p. 38.

## Expositions
- 1893 : Columbia Exposition World's à Chicago, Jetsam ; Jeune fille à la chasse aux papillons.
- 1900 : château de Bagatelle, Rétrospective de portraits de femmes de 1870 à 1900, organisée par la Société nationale des beaux-arts, Portrait de A.B..

## Récompenses
- 1889 : médaille au Salon des artistes français.
- 1900 : médaille d'or à l'Exposition universelle de 1900 à Paris, section des Arts décoratifs pour Les Aciéries de Longwy.